# Alectryon
Alectryon es un género de árboles perteneciente a la familia Sapindaceae que crecen en las selvas lluviosas de Australia, Hawái, Indonesia, Malasia, Nueva Zelanda, Papúa Nueva Guinea, Filipinas, y Samoa. 
Estos árboles alcanzan 20-30 metros de altura. Sus hojas son coriáceas formando un follaje pinnado. Las flores son pequeñas y crecen al final de las ramas que se convierten en fruto con grandes semillas que atraen a numerosas especies de pájaros para alimentarse. 

## Especies
- Alectryon affinis – (Nueva Guinea)
- Alectryon bleeseri – (tropical Australia)
- Alectryon canescens – (Australia)
- Alectryon cardiocarpus – (Nueva Guinea)
- Alectryon carinatum – (Nueva Caledonia)
- Alectryon celebicus – (Célebes)
- Alectryon coriaceus – (Australia)
- Alectryon diversifolius – (Australia)
- Alectryon excelsus – (New Zealand)
- Alectryon excisus – (Filipinas)
- Alectryon ferrugineum – (Molucas)
- Alectryon fuscus – (Filipinas)
- Alectryon glabrum – (Timor)
- Alectryon grandifolius – (Hawái)
- Alectryon grandis – (New Zealand)
- Alectryon inaequilaterus – (Filipinas)
- Alectryon kangeanensis – (Java)
- Alectryon kimberleyanus – (Australia)
- Alectryon laeve – (Australia)
- Alectryon macrococcum – (Hawái)
- Alectryon macrophyllus – (Nueva Guinea)
- Alectryon mahoe – (Hawái)
- Alectryon mollis – (Nueva Guinea)
- Alectryon myrmecophilus – (Nueva Guinea)
- Alectryon ochraceus – (Filipinas)
- Alectryon oleifolius – (Australia)
- Alectryon ramiflorus – (Australia, Queensland)
- Alectryon repando-dentatus – (Nueva Guinea)
- Alectryon reticulatus – (Nueva Guinea)
- Alectryon samoensis – (Samoa)
- Alectryon semicinereum – (Australia)
- Alectryon serratum – (Australia)
- Alectryon sphaerococcum – (Célebes)
- Alectryon strigosus – (Nueva Guinea)
- Alectryon subcinereum – (Australia)
- Alectryon subdentatum – (Australia)
- Alectryon tomentosum – (Australia, Brisbane)
- Alectryon unilobatus – (Australia)

## Sinonimia
- Heterodendrum